# Стадник Олександр Олександрович
Стадник Олександр Олександрович (нар. 30 листопада 1961) — художній керівник та головний диригент Державного академічного Волинського народного хору, заслужений діяч мистецтв України (1998).

## Біографія
Олександр Олександрович Стадник народився 1961 у селі Руська Поляна Черкаського району, Черкаської області. Його батько — Олександр Іванович Стадник — народний артист України, композитор, музикант, хормейстер-диригент, і колишній керівник Черкаського народного хору.
Його мистецька освіта розпочалася з музичної школи міста Черкаси, куди Олександр переїхав у 1967 році разом з батьками. Спочатку навчався по класу фортепіано, потім — баяну. Протягом 1977—1981 років Олександр Стадник навчався у Черкаському музичному училищі ім. Гулака Артемовського на хормейстерському відділенні. У 1986 році закінчив Київську державну консерваторію ім. П. І. Чайковського по класу хорового диригування.
В державному академічному Волинському народному хорі працює з 1989 року головним диригентом, а з 1993 року і художнім керівником. У 1998 році Олександру Олександровичу присвоєно почесне звання «Заслужений діяч мистецтв України». У 2011 році нагороджено орденом «За заслуги» ІІІ ступеня. Він член Національної Ліги українських композиторів, і лауреат премії імені Ігоря Стравінського.

## Твори
У творчому доробку Олександра Стадника більше 200 обробок українських народних пісень та авторських творів для народного хору, найбільш відомі з них: «Ой Морозе, Морозенку» на український текст, «Думи мої, думи мої, ви мої єдині» та «Нащо мені чорні брови» на вірші Т. Г. Шевченка, «До тебе, Україно» на вірші Лесі Українки, «Ой вечір, вечір» на вірші Олени Пчілки, «Спади дощем мені на груди» на вірші Василя Симоненка. Значна частина з них стали популярними та виконуються багатьма колективами України.